# Marzahner Chaussee
Die Marzahner Chaussee ist ein Verkehrsweg zwischen den Berliner Bezirken Marzahn-Hellersdorf und Lichtenberg. Die Straße verläuft von Nordosten nach Südwesten und wurde zu Beginn der 1970er Jahre auf ihren heutigen Bereich verkürzt.

## Geschichte

### Allgemeines
Eine Verbindung zwischen den ehemaligen Dörfern Friedrichsfelde und Marzahn im Nordosten von Berlin existierte bereits in früheren Jahrhunderten. Üblicherweise benannte man solche Verkehrswege nach der Richtung, auf der Hälfte der Strecke wechselten sie die Namen. Hier hieß der Nordbereich Straße nach Friedrichsfelde, der südliche Straße nach Marzahn. Bei der Befestigung des Fahrweges und der Anpflanzung von Straßenbäumen erhielt die Straße gegen Ende des 19. Jahrhunderts den Namen Marzahner Chaussee. Sie war damals etwa sechs Kilometer lang. Zwischen 1905 und 1935 hieß der gesamte Straßenzug Victoriastraße. Mit der Planung von Marzahn, dem ersten neuen Stadtbezirk in Ost-Berlin, fiel der größere Nordbereich der Chaussee weg.

### Historischer Nordost-Abschnitt
Am nördlichen Beginn, gleich anschließend an den historischen Dorfkern von Marzahn und östlich dieser Chaussee siedelten sich zwischen dem 18. und 19. Jahrhundert Kolonisten aus anderen deutschen Landstrichen an. Sie gliederten ihr Siedlungsgebiet rechtwinklig und gaben den Straßen oder Wegen Namen von Obstsorten, die sie mitgebracht hatten, auch wurden die Namen von Kolonisten verwendet oder Pflanzen- und Tiernamen wie Schwalbenflug oder Kaiserkronenweg. Dieser Straßenabschnitt der ehemaligen Chaussee wurde ab 1980 in das Straßensystem des neuen Stadtbezirks integriert und erhielt den Namen Bruno-Baum-Straße.

### Historischer mittlerer Abschnitt
Der mittlere Bereich der Chaussee führte am Springpfuhl vorbei, der ein eiszeitliches Relikt ist und an dem bis in die Mitte des 20. Jahrhunderts keinerlei Bebauung entstand. Ab den späten 1970er Jahren wurde diese Wegeführung vollständig aufgehoben.
Der Magistrat von Berlin ließ im Zusammenhang mit dem Bau der Wriezener Bahn unmittelbar an der Kreuzung mit der Marzahner Chaussee einen Handels-Viehhof zur Versorgung der wachsenden Berliner Bevölkerung anlegen, den Magerviehhof Friedrichsfelde. Dessen erhaltene Reste auf der Fläche zwischen der Bahntrasse und der Marzahner Chaussee stehen in der Berliner Denkmalliste: Börse, Verladeanlagen, Mauern.

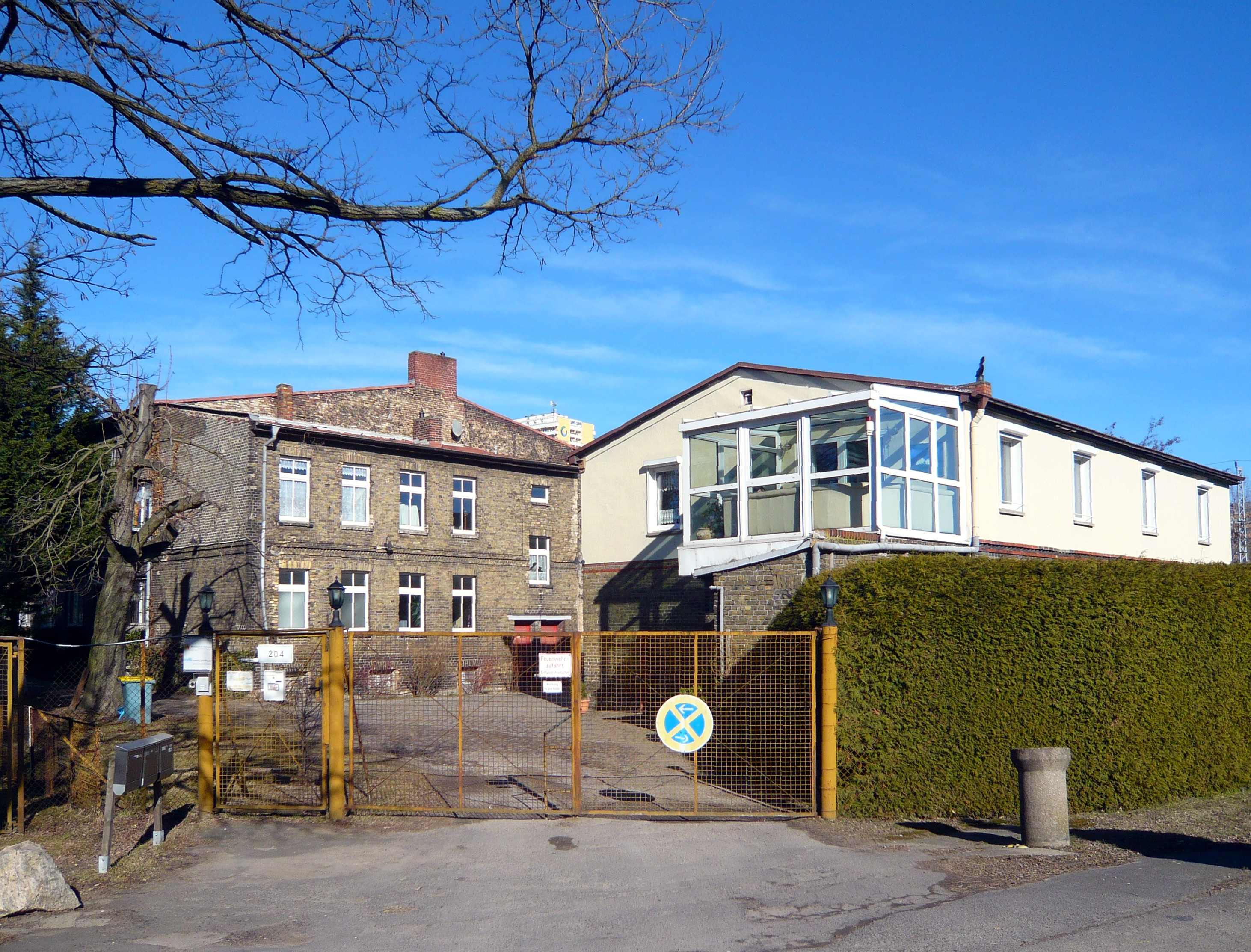
Ehemaliger Klostergarten, in mehreren Etappen später mit Einzelgebäuden bebaut

Südwestlich, an der Kreuzung mit der hier ebenfalls erst im 20. Jahrhundert angelegten Allee der Kosmonauten, befindet sich die Fläche, auf der mit einem Nonnenkloster aus Friedland im 14. Jahrhundert die Besiedlung von Marzahn begann. Das Kloster ist nicht mehr vorhanden, aber in dem Namen einer Serviceeinrichtung ist das dokumentiert: Wellness im Klostergarten.

### Historischer Südwest-Abschnitt
Südwestlich der Ostbahn siedelten beiderseits der Marzahner Chaussee in den 1930er Jahren Einwanderer aus dem heutigen Rheinland-Pfalz. Auch hier entstand ein gleichmäßig aufgegliedertes Straßensystem, das Bezeichnungen aus dem Moselgebiet erhielt.
Der Friedrichsfelder Abschnitt der Marzahner Chaussee beginnt an der Trasse der Ostbahn. Hier entstand um 1880 der damalige Gemeindefriedhof Friedrichsfelde. Zusammen mit der Kapelle, einigen Grabmalen und der gesamten Grünfläche heißt dieser heute Alter Friedhof Friedrichsfelde und ist ein Garten- und Baudenkmal. Die Marzahner Chaussee mündete ursprünglich direkt auf die damalige Frankfurter Chaussee, heute Alt-Friedrichsfelde. Die verkehrsmäßige Anbindung wurde jedoch später aufgehoben, der Verkehr auf der Chaussee wird nun in ein Wohngebietsstraßensystem Richtung Osten übergeleitet.
Nur der hier beschriebene Chaussee-Bereich besitzt noch seinen ursprünglichen Namen. Er erhielt ab etwa 1980 Anschluss an ein neues Gewerbegebiet, das heute als Gewerbegebiet Berlin eastside bezeichnet wird.

## Die Marzahner Chaussee ab 1990
Der südliche Friedrichsfelder Abschnitt wurde ab 1997 durch einen neuen Kiez mit mehrgeschossigen Wohnhäusern – zwischen dem Friedhof und dem Hohenschönhauser Weg – aufgewertet. Hier ist die Chaussee eine ruhige Erschließungsstraße mit teilweiser Kopfsteinpflasterung. Ab der Kreuzung mit dem Straßenzug Seddiner Straße / Gensinger Straße ist sie eine wieder mehr befahrene Magistrale, die mittels einer Omnibus-Linie bedient wird. In den Jahren 2009/2010 wurde die Chaussee, zusammen mit anderen wichtigen Verkehrswegen, umfassend saniert.